# 대한민국 헌법재판소
대한민국 헌법재판소(大韓民國 憲法裁判所, 영어: Constitutional Court of Korea)는 대한민국에서 대부분의 헌법재판을 관장하는 단일 법원이자 최고 법원으로, 헌법재판소법에 따라 조직된다. 나머지 일부 헌법재판의 최고 법원 기능은 대법원이 분담하고 있다. 이러한 현재의 헌법재판소 체제는 1987년 제6공화국에서 개정된 헌법에 의해 1988년 출범하였다. 재판관은 9명이다.

## 대한민국의 위헌심사제도 역사

### 제헌헌법상 헌법위원회
대한민국의 제헌국회의 헌법기초위원회에서는 법률의 위헌 여부의 심사제도에서 미국식을 따르느냐, 또는 유럽식을 따르느냐로 크게 문제가 되었다. 헌법기초위원회에서 심의의 모안으로 채택하였던 유진오안은 유럽식의 헌법재판소제도를 규정하고 있었고, 참고안으로 채택하였던 권승렬안은 미국식 제도를 규정하고 있었다. 결국은 양자의 타협으로서 채택된 것이 1948년 7월에 제헌 국회를 통과한 제헌헌법상의 헌법위원회제도이다. 제헌헌법상의 헌법위원회는 보통법원이 아닌 헌법재판소의 일종이고, 그 구성은 부통령이 위원장이 되고 국회가 선출하는 국회의원 5인의 의원(양원제 국회가 채택된 후에는 민의원 의원 3인과 참의원 의원 2인의 위원)과 대법원에서 선출한 대법관 5인의 위원으로 구성되었고, 이 점에서 유럽식을 따랐지만, 그 심사절차는 미국식을 따랐다. 즉 헌법위원회는 법률의 위헌 여부의 심사권을 가지지만, 독자적으로는 심사를 하지 못하고, 반드시 법원의 제청에 의해서만 심사를 하고, 또 법원은 법률의 위헌 여부가 재판의 전제가 된 때에 한하여 당해 사건의 담당판사 또는 소송당사자의 신청에 의하여 판사 3인으로서 구성되는 합의부의 결정에 의하여 헌법위원회에 법률의 위헌 여부의 심사를 제청할 수 있었다.
헌법위원회의 위헌결정은 형벌법규를 제외하고는 장래에 향해서만 효력을 발생했는데, 이 점은 유럽 대륙식을 모방했고 미국식과 다르다. 그러나 헌법위원회의 위헌심사 건수는 불과 10건에 미달했고, 더욱 1952년 7월의 제1차 개헌으로 국회의 양원제가 채택되었지만, 자유당 정권이 붕괴될 때까지 참의원의 선거가 없었는데, 자유당 정권은 이를 빙자하여 헌법위원회의 구성을 지연시켰고, 따라서 헌법위원회의 기능은 1952년 이후 그 기능이 사실상 정지되었다.
한편, 탄핵재판의 결정을 위해 탄핵재판소를 설치하였다. 탄핵재판소의 심판관은 대법관 5인과 참의원의원 5인이었으며, 위원장은 부통령이, 부통령 탄핵의 경우에는 대법원장이 되었다.

### 3차 개헌과 헌법재판소
1960년 6월에 실시된 제3차 개헌으로 헌법위원회 제도가 폐지되고 헌법 제4호상 상설 헌법기관으로서, 대통령·참의원·대법원이 각각 3인씩 임명하는 심판관으로 구성되는 헌법재판소를 설치하여 법률의 위헌 여부의 심사뿐만 아니라, 정당의 해산, 탄핵재판 등과 같은 여러 정치재판권까지도 담당하게 하였다. 그러나, 해당 헌법재판소는 5·16 군사 정변이 일어나 구성하지 못하여, 사실상 헌법이 아닌 법률에 있어 헌법재판소는 구성 및 해산된 바 없었다.

### 대법원과 탄핵심판위원회의 위헌, 탄핵 심사
1962년 실시된 제5차 개헌을 통해 헌법재판소가 폐지되고 완전히 미국식을 채용하여 위헌심사권을 보통법원(普通法院)에 부여하고 심사절차에 있어서 구체적 규범통제만을 채택하였다. 한편 탄핵재판을 위해서 탄핵심판위원회가 설치되었다.

#### 법원조직법, 국가배상법 판결 논란
당시 대법원의 위헌판단을 위해서는 "대법원 판사 3분의 2이상의 출석과 출석판사 과반수 이상의 찬성"이 필요하다는 법원조직법 759조의 조항이 있었는데, 1970년 8월 7일 국회에서는 법원조직법을 개정해 대법원의 위헌판단을 위해 "출석판사 3분의 2 이상의 찬성"이 필요하다고 법을 개정했다. 국회에서는 이 법의 개정이 "위헌 심사를 신중하게 하기 위해"라고 취지를 설명했지만, 사실 이는 징발보상금배상법 등의 입법에 대한 법원의 위헌 판단을 사전에 막기 위한 사전 공작으로 여겨졌다.
결국 1971년 6월 22일 대법원에서는 개정된 법원조직법과 국가배상법 등 2개의 법에 대한 위헌 결정이 내려졌다. 법원조직법의 경우, 16명의 판사 중 대법원장을 비롯한 5명을 제외한 11명이 찬성함으로써 위헌 판결을 얻을 수 있었다. 위헌 결정이 내려진 또 다른 조항인 국가배상법 2조의 경우, 군인이나 군속 등이 타인의 과실로 인해 전사, 순직 등을 한 경우 일시금이나 유족연금 이외에 국가에 손해배상을 청구하지 못하도록 한 것이었으나, 이 결정으로 인해 국가에 손해배상을 할 수 있는 길이 열리게 되었다. 하지만 결정 이후에 이 위헌 결정에 따라 국가가 배상하도록 판결한 이범렬 당시 부장판사와 최공웅 판사가 향응을 받았다는 이유로 구속 영장이 청구되었고, 여기에 반발한 법원의 영장 기각, 검찰의 2차 청구, 판사들의 집단 사표 등 소위 사법 파동이 일어났다.

### 유신헌법 이후의 헌법위원회
1972년 12월 27일 공포된 유신헌법에 의해 대법원의 위헌심판권과 탄핵심판위원회가 폐지되고, 헌법위원회가 설치되었다. 그러나 유신파동의 재발을 막기 위해 헌법위원회법에서는 대법원에 합헌결정권을 부여해 고등법원이나 지방법원이 위헌법률심판을 제청하려고 해도 대법원에서 이를 필요없다고 생각하는 경우 위헌법률심판을 제기하지 않을 수 있도록 했다. 또 1971년 위헌 판결을 낳은 국가배상법의 위헌 시비를 막기 위해 헌법 조문에 군인과 경찰에 대한 배상 제한을 명시했다. 그리고 1973년 3월 24일 유신헌법에 따라 전국 법관들의 보직 개편이 이뤄지면서 1971년 당시 대법원이 위헌심판권을 아직 보유하고 있었던 시절 위헌 판결을 내렸던 판사 9명(방순원, 손동욱, 김치걸, 사광욱, 양회경, 나향윤, 홍남표, 한봉세, 유재방)이 재임용에서 모두 탈락했다. 이에 위축된 대법원은 위헌심판을 단 한건도 제기하지 않아 새로 설치된 헌법위원회 역시 위헌심판을 처리할 수 없었다.
1980년 개헌된 헌법에서도 1971년의 국가조직법과 같이 대법원 전원합의체의 3분의 2의 찬성이 있어야 위헌법률심판을 제청할 수 있도록 했다. 결과적으로 1987년 헌법 개정이 되기 전까지 존재한 헌법위원회는 유명무실한 휴면기관에 불과했다.

### 제9차 개정헌법상의 헌법재판소

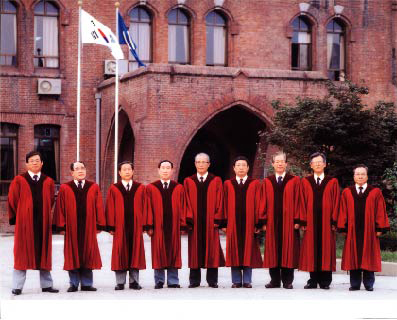
초대 헌법재판소 재판관 9명(조규광, 최광률, 김양균, 한병채, 변정수, 김진우, 이성렬, 이시윤, 김문희, 황도연)의 모습을 구 을지로청사에서 촬영한 사진

제7차 개정헌법에서 헌법위원회로 부활, 제8차 개헌을 거쳐 제9차 개정헌법에서 헌법재판소로 명칭이 바뀌었다. 헌법재판소는 ① 법원의 제청에 의한 법률의 위헌여부심판, ② 탄핵의 심판, ③ 정당의 해산심판, ④ 국가기관의 상호간, 국가기관과 지방자치단체간 및 지방자치단체 상호간의 권한쟁의에 관한 심판, ⑤ 법률이 정하는 헌법소원에 관한 심판 등의 사항을 관장한다(제111조). 특히 헌법에 의거 대법원과 동위의 사법기관으로 그 위상이 강화됨은 물론, 위헌여부심판 또한 일반 개인이 법원을 거치거나, 아니면 헌법소원 형식으로 제청할 수 있어, 단 한건도 위헌심판을 하지 못한 1972년 이후의 헌법위원회와 비교해 막강한 권한을 가지게 되었다.
법관의 자격을 가진 9인의 재판관으로 구성되며 대통령이 임명하되 3인은 국회에서 선출하는 자를, 3인은 대법원장이 지명하는 자를 임명한다. 헌법재판소의 장은 국회의 동의를 얻어 재판관 중에서 대통령이 임명하며 재판관의 임기는 6년으로 하고 법률이 정하는 바에 의하여 연임할 수 있다. 헌법재판소에서 법률의 위헌결정, 탄핵의 결정, 정당해산의 결정 또는 헌법소원에 관한 인용 결정을 할 때에는 재판관 6인 이상의 찬성이 있어야 한다. 헌법은 헌법재판소의 조직과 운영, 기타 필요한 사항은 법률로 정하도록 위임하여 '헌법재판소법'이 제정·공포되어 있다.

### 2011~2012년 헌법재판관 공백 사태
2011년 7월 10일 조대현 재판관(야당 추천 국회선출) 퇴임 이후 후임으로 인사청문을 한 조용환 변호사의 경우 천안함사건에 대한 정부의 발표를 믿지만 확신이라는 표현은 부적절하다는 취지의 발언 문제로 선출이 되지 않아 1년 2개월 이상 9인의 헌법재판소가 구성되지 못했다. 2012년 9월에도 약 한 달 간 여야간 정쟁으로 헌법재판관 4인이 임명되지 못해 헌법재판관 9인 중 총 5인이 공석이 되는 위헌적인 사태가 발생했다. 즉, 2012년 9월 14일 퇴임한 김종대.민형기(대법원장 지명), 이동흡(여당 추천 국회선출), 목영준(여. 야 합의 추천 국회선출) 4명의 공석이 추가되었다. 이중 대법원장 지명의 2명은 인사청문회와 국회 본회의 동의로 임명절차를 남기고 있으나 국회선출 3명은 2012년 9월 14일 인사청문결과보고서의 채택과정에서 문제제기 등으로 공백사태가 발생했다. 동의 또는 임명 절차를 온전히 밟아 9인 체제의 헌법재판소가 회복되었다.

### 2017년 헌법재판소장 임기만료
헌법재판관 임명시를 기준으로 2017년 1월말, 헌법재판소장에 임명된 시점을 기준으로 다시 6년 임기를 계산할 경우에는 퇴임시기가 2019년 4월이 되는 박한철 헌법재판소장이 2013년 인사청문회 과정에서 "잔여 임기를 적용하겠다"고 밝혔음에도 황교안 대통령 권한대행은 국회에서 "재판관의 임기는 2017년 1월 말로 끝나지만 법제상 헌재소장으로서의 임기는 2년이 남았다", "본인이 판단할 문제"라고 밝혀 헌법재판관 임기와 관련하여 논란이 되었으며 헌법재판소장이 대통령 탄핵심판이 진행되는 도중인 2017년 1월 말에 임기 만료로 퇴임하자 대통령 권한 대행이 신임 헌법재판관을 지명하여야 하는 문제로 다시 논란이 있었으나 결국 헌법재판관 1인이 결원인 상태에서  이정미 헌법재판관이 헌법재판소장 권한을 대행하면서 탄핵심판이 진행되었다.

## 역할
대한민국 헌법재판소가 관할하는 헌법재판의 종류는 위헌법률심판, 탄핵심판, 정당해산심판, 권한쟁의심판, 헌법소원심판이 있다. 그 밖의 일부 헌법재판은 대한민국 헌법 제107조 제2항에 따라 대한민국 법원이 관장한다.
1. 위헌법률심판은 법률이 헌법에 위반되는지 여부를 가리는 사법심사이다. 법률의 위헌여부가 재판의 전제가 되는 경우 법원이 직권으로 위헌법률심판을 제청하거나 그 재판의 당사자가 제청을 신청할 수 있으며, 법원이 제청신청을 기각하면 신청인은 30일 이내에 헌법재판소에 헌법재판소법 제68조 제2항에 따른 헌법소원심판을 청구할 수 있다.
2. 탄핵심판은 일반적인 징계로 처벌할 수 없는 고위 공무원이나 특수한 위치에 있는 공무원을 국회가 탄핵소추한 후에 그 공무원을 탄핵할 것인지의 여부를 가리는 심사이다.
3. 정당해산심판은 어떤 정당의 목적이나 활동이 헌법이 정하는 질서를 위배할 경우 그 정당을 해산할지의 여부를 가리는 심사이다.
4. 권한쟁의심판은 국가기관이나 지방자치단체 사이에 권한에 대한 분쟁이 있을 경우 이를 유권적으로 판단하는 심사이다.
5. 헌법소원심판은 헌법재판소법 제68조 제1항에 따라 공권력의 행사나 불행사로 인하여 국민에게 보장한 헌법상 기본권을 침해할 경우 그 행위가 헌법을 위반하는지의 여부를 가리는 심사와, 제68조 제2항에 따라 법률의 위헌여부를 가리는 심사가 있다. 일반적으로 헌법소원은 전자의 청구를 가리키며, 후자는 위헌법률심판의 특수한 형태라고 할 수 있다.

### 사건 부호
- 헌가: 위헌법률심판
- 헌나: 탄핵심판사건
- 헌다: 정당해산심판사건
- 헌라: 권한쟁의심판사건
- 헌마: 헌법재판소법 제68조 제1항에 의한 헌법소원심판사건
- 헌바: 헌법재판소법 제68조 제2항에 의한 헌법소원심판사건
- 헌사: 각종 신청사건(국선대리인선임신청, 가처분신청, 기피신청 등)
- 헌아: 각종 특별사건(재심 등)

## 결정
대한민국 헌법 제113조는 법률의 위헌결정, 탄핵의 결정, 정당해산의 결정 또는 헌법소원에 관한 인용결정을 할 때에는 재판관 6인 이상의 찬성이 있어야 한다고 규정하고 있다.

### 변형결정
헌법재판소는 위헌법률심판 또는 헌법재판소법 제68조 제2항에 따른 헌법소원심판에서 문제된 법률의 위헌성을 심사하여 합헌(기각)과 위헌(인용) 결정을 내리는데, 단순 합헌 또는 위헌 결정 외에 한정합헌, 한정위헌, 헌법불합치, 입법촉구 등의 이른바 '변형결정'을 내리기도 한다. 이러한 변형결정 가운데 한정위헌 또는 한정합헌 형식의 결정이 가능한지, 또는 법원을 기속하는지에 관해서는 대법원과 헌법재판소 간에 해석상 이견이 있다. 헌법재판소는 독일 등 외국 헌법재판소의 선례를 들어 헌법 및 헌법재판소법 해석상 변형결정의 가능성 및 기속력을 인정하는 입장이나, 대법원은 헌법 및 헌법재판소법에 변형결정을 허용하는 명문의 규정이 없음을 근거로 부정하는 입장이다.

## 현 구성원
| 구분         | 이름   | 취임일            | 임명   | 선출·지명           | 자격          | 출신 학교             |
| ------------ | ------ | ----------------- | ------ | ------------------- | ------------- | --------------------- |
| 헌법재판소장 | 김상환 | 2025년 7월 23일   | 이재명 | 이재명              | 사법시험 30회 | 보문고 / 서울대       |
| 헌법재판소장 | 김상환 | (2025년 7월 23일) | 이재명 | 이재명              | 사법시험 30회 | 보문고 / 서울대       |
| 헌법재판관   | 김형두 | 2023년 3월 31일   | 윤석열 | 대법원장 (김명수)   | 사법시험 29회 | 동암고 / 서울대       |
| 헌법재판관   | 정정미 | 2023년 4월 17일   | 윤석열 | 대법원장 (김명수)   | 사법시험 35회 | 남성여고 / 서울대     |
| 헌법재판관   | 정형식 | 2023년 12월 18일  | 윤석열 | 윤석열              | 사법시험 27회 | 서울고 / 서울대       |
| 헌법재판관   | 김복형 | 2024년 9월 21일   | 윤석열 | 대법원장 (조희대)   | 사법시험 34회 | 부산서여고 / 서울대   |
| 헌법재판관   | 조한창 | 2025년 1월 1일    | 최상목 | 국회 (국민의힘)     | 사법시험 28회 | 상문고 / 서울대       |
| 헌법재판관   | 정계선 | 2025년 1월 1일    | 최상목 | 국회 (더불어민주당) | 사법시험 37회 | 충주여고 / 서울대     |
| 헌법재판관   | 마은혁 | 2025년 4월 9일    | 한덕수 | 국회 (더불어민주당) | 사법시험 39회 | 서울사대부고 / 서울대 |
| 헌법재판관   | 오영준 | 2025년 7월 23일   | 이재명 | 이재명              | 사법시험 33회 | 서울고 / 서울대       |

## 조직

### 헌법재판소장및헌법재판소 재판관
- 재판관회의 / 재판부(제1~3지정재판부)
- 헌법재판소장 비서실장[7]
  - 헌법재판소장 비서실 비서관[8]
- 헌법재판소 재판관 비서관[9]

### 사무처
헌법재판소사무처(Department of Court Administration)는 헌법재판소의 자체 사법행정사무를 총괄하는 헌법재판소 소속기관이다. 처장은 장관급 정무직공무원으로, 차장은 차관급 정무직공무원으로 각각 헌법재판소 재판관회의의 의결을 거쳐 헌법재판소장이 임명한다. 헌법재판소사무처는 일반인을 직접 채용하지 않고, 타 국가기관으로부터 우수 공무원경력자를 전입받는 형태로 운영되고 있다.

### 헌법연구관(보) 및 헌법연구위원
헌법연구관(Rapporteur Judges) 및 헌법연구관보(Junior Rapporteur Judges)는 재판관들을 보좌하여 헌법재판 실무를 담당하는 전문인력으로서 특정직 국가공무원이고, 헌법연구위원(Academic Advisors) 및 헌법연구원(Constitutional Researchers)은 헌법재판소에서 헌법재판에 관한 전문적인 쟁점들의 연구와 외국 입법례 조사 등 학술적인 보조를 담당하는 연구인력으로서 전문임기제 국가공무원이다.

### 헌법재판연구원
헌법재판연구원(Constitutional Research Institute)은 헌법재판소 산하에 설치된 부속기관으로서, 헌법에 관한 기초연구와 교육을 담당하는 연구 및 교육기관이다. 서울특별시 종로구에 위치한 헌법재판소와 달리, 서울특별시 강남구 선릉로93길 35에 별도로 위치하고 있다.

## 헌법재판소 산하 위원회
- 헌법재판소 자문위원회
- 헌법재판소 도서 및 판례 심의위원회
- 헌법연구관 인사위원회
- 헌법재판소 정보화심의위원회

## 헌법재판소 도서관
헌법재판소의 헌법재판 기능을 보좌하기 위해 재판소에 내부에 설치된 도서관으로서, 1988년 개관 이래 국내 최대의 공법 전문도서관으로 알려져 왔다. 일반인들의 출입 및 열람·등사가 1997년부터 허용되어왔으나, 헌법재판 보좌라는 본질적 기능을 저해하지 않도록 일반인들의 도서대출은 허용되지 않는다. 2020년 6월에 헌법재판소 재동청사를 증축하며 별관으로 분리되었다.

## 상징
|                                                      |
| 1988년 설립 당시부터 2017년까지 사용하였던 과거 휘장 |

|                                                              |
| 1988년 설립 당시부터 2017년까지 사용하였던 과거 헌법재판소기 |

|                                            |
| 2017년부터 사용중인 현재의 헌법재판소 휘장 |

|                                         |
| 2017년부터 사용중인 현재의 헌법재판소기 |

헌법재판소의 휘장은 1988년 설치 이후 한자 '憲'(헌)가 새겨진 휘장을 29년간 사용하다가, 2017년 10월 9일 한글날을 맞아 현재의 한글 '헌법'이 새겨진 무궁화 모양의 휘장으로 교체하였다.

## 같이 보기
- 대한민국 정부
- 대한민국 국회
- 대한민국의 중앙행정기관
- 대한민국 사법부
- 베니스 위원회
- 대한민국의 헌법재판소장
- 대한민국의 헌법재판소 재판관
- 헌법재판소사무처
- 대한민국의 헌법재판소 사무처장
- 대한민국의 헌법재판소 사무차장
- 헌법연구관
- 헌법재판연구원
- 서울 재동 백송 - 헌법재판소 청사 내에 있는 백송